# Brachypotherium
Brachypotherium is een geslacht van uitgestorven neushoorns dat leefde tijdens het Mioceen. Ze hadden een lengte van twee meter met korte poten. De mannetjes hadden een kleine hoorn op het einde van het neusbeen. 

## Soorten
In het verleden zijn er nogal wat taxonomische wijzigingen geweest. Zo werd B. aurelianense verplaatst naar het geslacht Prosantorhinus, terwijl andere soorten later werden ondergebracht in het geslacht Diaceratherium. De soort B. americanum, die werd beschouwd als Amerikaanse vertegenwoordiger van dit geslacht, is inmiddels verhuisd naar het geslacht Teleoceras.
De volgende soorten worden tegenwoordig tot het geslacht gerekend:
- B. brachypus (Lartet, 1837)
- B. fatehjangense (Pilgrim, 1910)
- B. goldfussi (Kaup, 1834)
- B. heinzelini Hooijer, 1963
- B. lewisi Hooijer, 1972
- B. minor Geraads & Miller, 2013
- B. perimense Falconer & Cautley, 1847)
- B. pugnator (Matsumoto, 1921)
- B. shanwangensis, Wang, 1965
- B. snowi Fourtau, 1918

## Voorkomen
Het geslacht kwam oorspronkelijk uit Azië en migreerde naar Europa in het Oligoceen en later ook naar Afrika aan het einde van het Mioceen. Het eerste fossiel van het geslacht werd gevonden in Nieuw-Caledonië. Doordat daar nooit neushoorns geleefd hebben vermoedt men dat hij als sieraad door een Franse veroordeelde of goudzoeker naar daar werd gebracht.
In Europa verdwenen de soorten op natuurlijke wijze door de zwarte neushoorn aan het begin van het Laat-Mioceen. De soort Brachypotherium lewisi bleef tot aan het einde van de Laat-Mioceen in Afrika.